# Бангі (аеропорт)

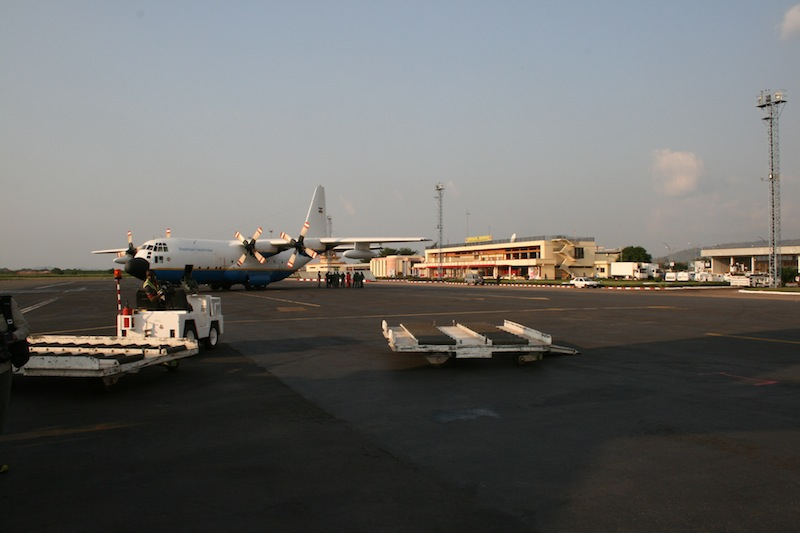
Злітно-посадкова смуга аеропорту

Міжнародний аеропорт Банґі (англ. Bangui M'Poko International Airport, фр. Aéroport international de Bangui, IATA:BGF, ICAO:FEFF) — міжнародний аеропорт, що знаходиться за 7 км на північний захід від Банґі, столиці Центральноафриканської Республіки.
У 2004 році аеропорт обслужив 53 862 пасажири.

## Авіалінії та напрямки
| Авіакомпанія          | Країна  | Місто                                                |
| --------------------- | ------- | ---------------------------------------------------- |
| Afriqiyah Airways     | Лівія   | Триполі                                              |
| Air France            | Франція | Париж                                                |
| Camair-Co             | Камерун | Дуала                                                |
| Ethiopian Airlines    | Ефіопія | Аддис-Абеба, Дуала                                   |
| Interair South Africa | ПАР     | Дуала                                                |
| Kenya Airways         | Кенія   | Дуала, Найробі                                       |
| Royal Air Maroc       | Марокко | Касабланка, Дуала                                    |
| TAAG Angola Airlines  | Ангола  | Браззавіль, Дуала, Луанда                            |
| Toumaï Air Tchad      | Чад     | Браззавіль, Котону, Дуала, Лібревіль, Ломе, Нджамена |

## Інциденти
За час існування в аеропорту відбулися 2 серйозні інціденти: в 1950 і в 2008 році. Аварія, що відбулася 8 грудня 1950 року, мала фатальні наслідки — загинуло 46 осіб.